# تبييض النحاس
تبييض النحاس هي مهنة تقليدية قديمة يقوم من خلالها الحرفي بتنظيف الأواني النحاسية ويزيل عنها طبقة الصدأ السامة ثم يطليها بطبقة من القصدير.

## تاريخها
يعتبر تبييض النحاس إحدى المهن التقليدية القديمة التي توارثها الآباء عن الأجداد فحافظت بشكل كامل على نسقها والتزامها بأدواتها على الرغم من التطور البسيط الذي طرأ عليها كدخول النار بالدرجة الأولى والمواد المنظفة القوية، و قد كثر عدد الأشخاص الذين امتهنوها في الماضي، ولا تزال هذه المهنة موجودة في بعض البلدان العربية مثل سوريا والعراق وغيرها حتى وقتنا الحاضر،  على الرغم من تراجع عدد مزاوليها لأنها تعتبر من المهن الخطرة وذات الصعوبة المرتفعة بالإضافة إلى انخفاض عدد زبائنها، فمع تطور الأواني المنزلية أستخدم الستانلس والألمنيوم وغيرها من المعادن رخصية الثمن والسهلة الاستخدام والتنظيف بدلاً من النحاس، كما أصبحت غالبية العائلات العربية تحتفظ بالأواني النحاسية بغرض الزينة فقط وتورثها لأبنائها.

## طريقة التبييض
يحضر المبيض القطعة النحاسية ويسخنها على النار ومن ثم يضع بداخلها الرمل ويفركها بقطعة من الجلد بواسطة القدمين لحين التخلص من الصدأ والأوساخ العالقة عليها، ويستغرق ذلك وقتاً وجهداً كبيرين، ثم يذيب مادة القصدير مع النشادر ويفرك داخل الوعاء بواسطة قطعة من القطن، حتى تبيض الآنية ومن ثم تفرك بالرمل وبعدها تغسل بالماء، وفي وقتنا الحاضر أصبح تبييض النحاس أمراً سهلاً، وذلك باستخدام مواد مساعدة مثل الأسيد ومادة روح الملح. ويجب تبييض الآواني النحاسية مرة في كل عام على الأقل.